# Enrico di Biburgo
Enrico di Biburgo (Biburg, ... – 28 marzo 1084) è stato un vescovo cattolico tedesco, patriarca di Aquileia dal 1077 al 1084.

## Biografia
Enrico veniva dalla famiglia bavarese di Biburg, originaria di Abensberg in Baviera. Era un canonico di Augusta, membro dell'orchestra della corte reale e, in quanto tale, confidente di re Enrico IV.
Fu nominato patriarca l'8 settembre 1077 da Enrico IV. Il re ignorò la decisione del clero e del popolo di Aquileia, che il 12 agosto 1077, dopo la morte del patriarca Sigeardo di Beilstein, avevano eletto il loro patriarca, il cui nome non è registrato dalle fonti.
Dopo il sinodo del 1079, papa Gregorio VII aveva inviato a Enrico IV due emissari: il cardinale vescovo di Albano e il vescovo Pietro Udalrich di Padova. Enrico, definito dal cronista contemporaneo Berthold come intimis unus ex segno Heinrici, dopo aver saputo dei messaggeri da Roma, aveva immediatamente informato l'imperatore e l'ambasciata fu trattenuta ad Aquileia per dare tempo all'imperatore di organizzarsi. L'ambasciata fu ricevuta a Ratisbona solo il 12 maggio 1079, giorno di Pentecoste.
I negoziati non ebbero alcun progresso soddisfacente e una nuova riunione era prevista a Fritzlar. Tuttavia, già nel giugno 1079, il papa si disse soddisfatto di come il Patriarca aveva fatto il suo lavoro e gli concesse il privilegio richiestogli dell'uso del Pallio per i giorni di Sant'Ulderico (4 luglio) e Sant'Afra (7 agosto), patroni di Augusta, estesi però esplicitamente in tua vita, non loco tuo (ossia limitata alla vita di Enrico).
Enrico rimase in Germania e lo si ritrova dapprima presso la corte del re di Baviera (a Hirschaid e Ratisbona, 19 e 24 ottobre); nel gennaio dell'anno successivo partecipò alla battaglia di Flarchheim (27 gennaio), appoggiando Enrico contro l'usurpatore Rodolfo di Rheinfelden. La battaglia non diede a nessuna delle parti una vittoria decisiva, e Enrico, minacciando l'imposizione di un antipapa, offrì obbedienza al papa a condizione di ottenere una scomunica per Rodolfo. Il papa accettò le condizioni.
L'imperatore convocò poi il Sinodo di Bressanone, a cui parteciparono soprattutto i vescovi italiani, tra cui vi era Enrico con molti dei suoi vescovi suffraganei. Il sinodo decretò deposto papa Gregorio e il 25 giugno 1080 ne nominò successore l'arcivescovo Guiberto di Ravenna, con il nome adottato di Clemente III. In questo periodo il patriarca Enrico fu spesso, se non continuamente, alla corte del re; probabilmente lo accompagnò a Roma e da lì a Siena e Lucca (luglio 1081).
Per aver giurato fedeltà al papa durante la lotta per le investiture,  l'imperatore gli revocò i margraviati di Istria e Carniola. Ma, dopo che questi tornò al servizio dei ghibellini (1080) l'imperatore, in riconoscimento dei suoi servizi, concesse a Enrico la diocesi di Trieste e quella di Parenzo con tutti i relativi poteri spirituali e temporali. Il diploma di Enrico fu visto da Trieste come una minaccia a tal punto che si levarono molte proteste in quanto significava abbassare di rango il vescovato triestino. L'imperatore gli affidò poi sul trono il diritto di investire e di ordinare i nuovi vescovi. Tali concessioni furono ripetute e giustificate il 23 luglio 1082 a Pavia. Enrico si recò poi nel dicembre 1081 a Parma, dove si trovava anche l'imperatore. Fu ancora al suo fianco durante la marcia su Roma nel febbraio 1082, e rimase alla corte di Enrico a Roma per tutto il 1083.
Le ultime attestazioni documentali del patriarca portano la data del 15 giugno 1083, quando è registrato come intercessore per l'abbazia di Farfa. Il patriarca morì il 28 marzo 1084, pochi giorni prima dell'incoronazione di Enrico IV per mano dell'antipapa Clemente III, avvenuta il giorno di Pasqua (31 marzo). Il suo successore nella cattedra patriarcale fu Federico II di Boemia.
Enrico, nella scomoda posizione di alto prelato fedele a un imperatore in guerra contro il papa, è stato spesso accusato di aver opportunisticamente presto le parti ora del papa, ora dell'imperatore: la sua lealtà al papa svanì durante il sinodo quaresimale del 1079, un nuovo cambiamento di partito si ebbe nell'estate del 1079. Il fatto che poco prima, l'imperatore, con l'opposizione del clero e del popolo di Aquileia, e anche contro la resistenza dello stesso papa, avesse fatto ritirare il patriarca nella regione istriana, che aveva concesso pochi anni prima al suo predecessore Sigeardo, come possesso eterno, ci fa capire che il re aveva interpretato anche il semplice giuramento dei patriarchi come un tradimento.
Pur rimanendo l'imperatore critico nei confronti del patriarca, il coevo annalista Berthold ci descrive il religioso come intimus del re anche dopo il sinodo quaresimale del 1079: questo suggerisce l'idea che il suo giuramento di fedeltà per Gregorio fosse giustificato soprattutto dal desiderio di ottenere il riconoscimento della nomina da parte del papa stesso.
Quali segni esteriori di un sincero appoggio del patriarca all'impero si possono elencare la frequente sua presenza a corte, la partecipazione al Sinodo di Bressanone, l'aggiudicazione delle diocesi di Trieste e Parenzo e la sua partecipazione alla marcia su Roma.